# جيراردو كزافييه هرنانديز
جيراردو كزافييه هرنانديز (بالإسبانية: Gerardo Xavier Hernández)‏ هو سياسي مكسيكي، ولد في 29 أكتوبر 1968 في المكسيك. حزبياً، نشط في الحزب الثوري المؤسساتي. وقد انتخب عضو مجلس النواب المكسيك.